# 카심주
카심주(아랍어: القصيم)는 사우디아라비아의 주로, 사우디아라비아 중부와 아라비아반도 거의 한가운데에 위치하고 있다. 주도는 부라이다이며 면적은 65,000km2, 인구는 1,016,756명(2004년 기준)이다. 사우디아라비아 농업의 중심지이기 때문에 "영양이 풍부한 바구니"라는 별칭을 갖고 있다.